# Aleksandr Nikolov
Pour les articles homonymes, voir Nikolov.
Aleksandr Nikolov est un boxeur bulgare né le 4 mars 1940.

## Carrière
Il participe aux Jeux olympiques d'été de 1964 dans la catégorie mi-lourds et y remporte la médaille de bronze.